# 1172 Еней
1172 Еней — це один із найбільших астероїдів, які рухаються разом із Юпітером по його орбіті. Він належить до так званого «троянського табору» — групи небесних тіл, що знаходяться в стабільних гравітаційних точках позаду Юпітера. Його розмір становить приблизно 140 кілометрів у діаметрі, що робить його одним із наймасивніших представників цієї групи. Цей астероїд був відкритий 17 жовтня 1930 року німецьким астрономом Карлом Райнмутом в обсерваторії Гайдельберг-Кенігштуль.
Еней належить до D-типу астероїдів, тобто його поверхня дуже темна і відбиває мало світла. Це робить його менш помітним у телескопи порівняно з іншими, світлішими астероїдами. Крім того, він обертається навколо своєї осі досить швидко — повний оберт займає 8,7 години, що означає, що на ньому день триває менше дев'яти годин.
Свою назву астероїд отримав на честь Енея — героя давньогрецьких міфів. Він був троянським принцом, який після руйнування Трої вирушив у довгу подорож. Зрештою, за легендою, його шлях привів його до Італії, де його нащадки згодом заснували Рим.

## Орбіта та класифікація
Астероїд Еней належить до групи небесних тіл, яких називають троянськими астероїдами Юпітера. Він знаходиться у так званій точці Лагранжа L5, що означає, що він рухається по орбіті навколо Сонця позаду Юпітера, залишаючись на постійній відстані приблизно 60° від нього. Це відбувається через гравітаційний баланс між Сонцем і Юпітером, який утримує астероїд у стабільному положенні. На відміну від деяких інших троянців, Еней не входить до жодної відомої сім'ї астероїдів, що могли б утворитися внаслідок зіткнень. Він є частиною загальної популяції троянців Юпітера, які мають різне походження.
Астероїд рухається навколо Сонця по витягнутій орбіті, перебуваючи на відстані від 4,7 до 5,8 астрономічних одиниць (а.о.) від нього. Один повний оберт навколо Сонця він здійснює приблизно за 11 років і 11 місяців (4354 дні). Це означає, що рік на цьому астероїді триває у майже 12 разів довше, ніж на Землі. Його середня відстань від Сонця (велика піввісь орбіти) становить 5,22 а.о.. Орбіта астероїда трохи витягнута, оскільки має ексцентриситет 0,10 (якщо ексцентриситет дорівнював би нулю, то орбіта була б ідеально круглою). Також орбіта нахилена під кутом 17° відносно площини Сонячної системи, що є помірним значенням для таких об'єктів. Вперше астрономи почали спостерігати цей астероїд під час його відкриття в 1930 році в обсерваторії Гайдельберг-Кенігштуль у Німеччині.

## Назва
Астероїд Еней названий на честь одного з найвідоміших героїв давньогрецької міфології — Енея, учасника Троянської війни. За легендою, він був сином богині кохання Афродіти та смертного Анхіса, що робило його напівбогом. Еней прославився своєю відвагою у війні, а після падіння Трої, за міфами, він вирушив у довгу подорож, яка зрештою привела його до берегів Італії. Саме він вважається легендарним предком римлян, а його пригоди описані у відомій поемі «Енеїда» римського поета Вергілія. Батько Енея, Анхіс, також увічнений у назві іншого астероїда — 1173 Анхіс. Офіційна інформація про присвоєння імені цьому астероїду була опублікована в 1955 році у книзі The Names of the Minor Planets («Назви малих планет»), яку написав астроном Пол Герґет.

## Фізичні характеристики

### Період обертання
Астероїд Еней був об'єктом кількох спостережень, які дозволили точно визначити його період обертання. Перше фотометричне спостереження було здійснено астрономом Вільямом Гартманом у 1988 році, і воно показало період обертання 8,33 години. Однак, згодом були отримані точніші дані. У 1993 році спостереження продовжили астрономи Стефано Моттола та Андерс Еріксон, які за допомогою 1-метрового телескопа в обсерваторії Ла-Сілья (Чилі) визначили період обертання 8,708±0,009 години з амплітудою яскравості 0,27±0,01 зоряної величини. Це означає, що астероїд має дуже чітку і стабільну швидкість обертання, а його яскравість змінюється на цю величину протягом одного обертання.
У 2008 році спостереження продовжили Сьюзен Ледерер в обсерваторії Серро-Тололо (Чилі) та Роберт Стівенс на станції Goat Mountain (Каліфорнія), і їхні дані підтвердили період 8,705±0,005 години з амплітудою яскравості 0,20 зоряної величини. Подальші спостереження між 2015 і 2017 роками, здійснені Робертом Стівенсом і Даніелем Коулі в Центрі досліджень Сонячної системи, показали три дуже схожі періоди обертання: 8,701, 8,681 та 8,7 години з амплітудою яскравості 0,62, 0,40 та 0,21 зоряної величини відповідно.

### Діаметр та альбедо
Згідно з даними спостережень IRAS, Akari та NEOWISE, діаметр Енея варіюється від 118,02 до 148,66 км, що робить його одним з найбільших троянців Юпітера, займаючи від 4-го до 8-го місця за розмірами серед них. Ці значення були отримані на основі спільної абсолютної зоряної величини] 8,33 та альбедо поверхні, яке варіюється від 0,037 до 0,059. Це свідчить про те, що Еней має досить темну поверхню, яка відбиває лише незначну частину світла. Згідно з даними Колаборативної астероїдної мережі кривих блиску, де використовуються результати IRAS, альбедо поверхні Енея оцінюється як 0,0403, а діаметр складає 142,82 км.

### Спектральний тип
Згідно з класифікацією Толена та Баруччі, Еней віднесений до темного D-типу астероїдів. За класифікацією Тедеско, він має тип D/P. Високий індекс кольору V—I, який складає 0,99, є типовим для астероїдів D-типу і вказує на те, що його поверхня є дуже темною і поглинає більшу частину світла.